# Gmina Tyrawa Wołoska
Die Gmina Tyrawa Wołoska ist eine Landgemeinde im Powiat Sanocki der Woiwodschaft Karpatenvorland in Polen. Ihr Sitz ist das gleichnamige Dorf mit etwa 900 Einwohnern.

## Gliederung
Zur Landgemeinde (gmina wiejska) Tyrawa Wołoska gehören folgende fünf Dörfer mit einem Schulzenamt.
Hołuczków, Siemuszowa, Rozpucie, Rakowa und Tyrawa Wołoska.